# ルーシン短絡線
ルーシン短絡線（ルーシンたんらくせん）は、アメリカ合衆国西部のユタ州において、オグデンと名前の由来となっているルーシンを結んでいる全長102マイル（約164キロメートル）の鉄道路線である。この短絡線の最大の特徴は、1904年から1950年代末まで用いられたグレートソルト湖を渡る全長12マイル（約19キロメートル）のトレッスル橋であったが、岩と土砂で造られた土手道に置き換えられた。
短絡線は、最初の大陸横断鉄道の短絡を目的として、当初はサザン・パシフィック鉄道によって建設された。こんにち、ルーシン短絡線はユニオン・パシフィック鉄道が所有・運営しており、オグデンからネバダ州ウェルズを結ぶレイクサイド・サブディビジョンの主要部である。レイクサイド・サブディビジョンは、オーバーランドルートを構成するサブディビジョンの一つである。ルーシン短絡線による水流障害のため、グレートソルト湖は航空写真に色が異なって写っており、北側は茶色、南側は緑に見える。

## 歴史

### 当初の建設

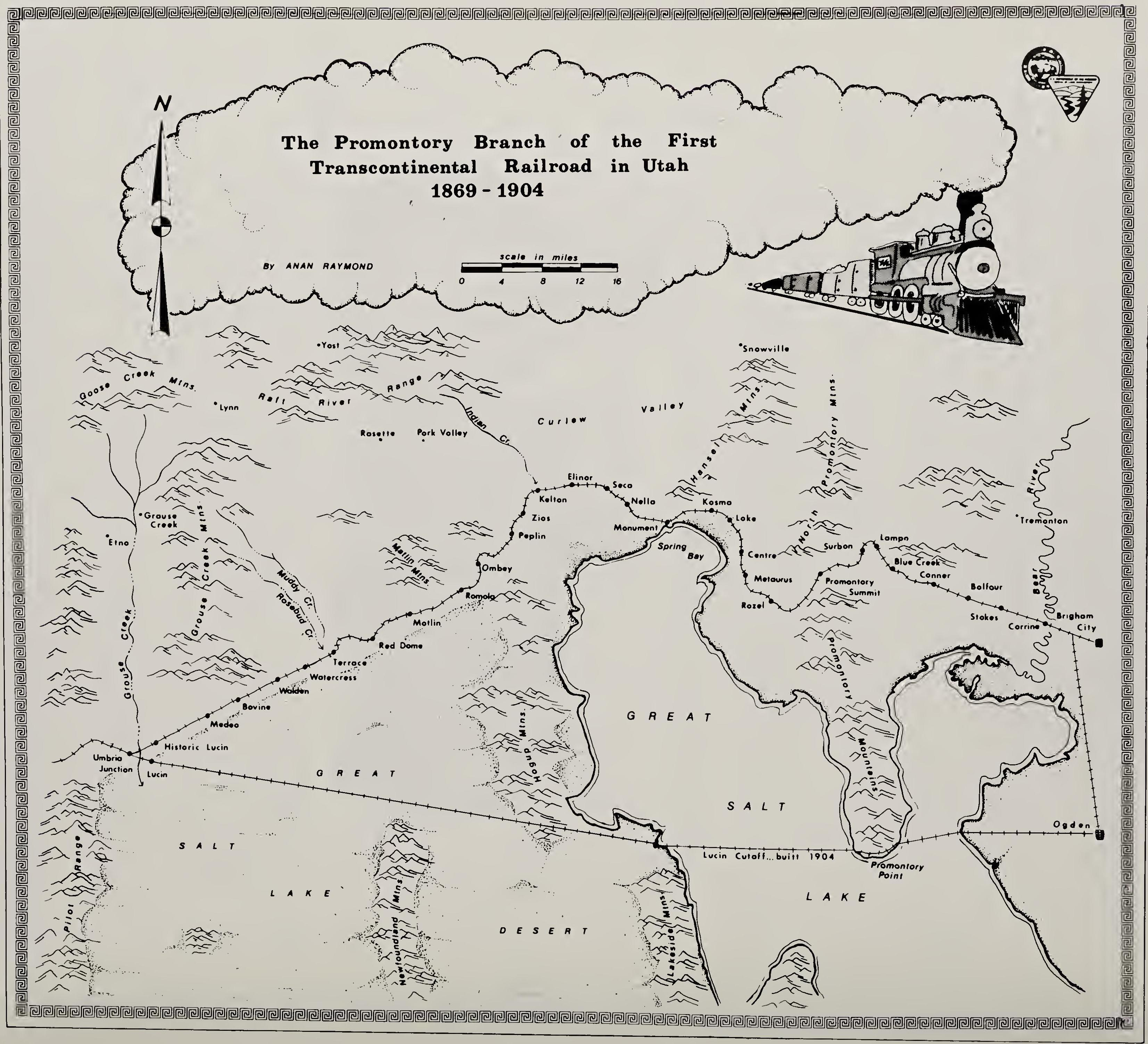
1869年に開通したプロモントリー支線に対する1904年開通のルーシン短絡線の位置、1981年にアラン・レイモンドが描いたもの

短絡線はサザン・パシフィック鉄道によって1902年2月から1904年3月にかけて建設された。1869年にゴールデン・スパイクが打ち込まれたプロモントリー・サミットを通る当初のセントラル・パシフィック鉄道のルートを置き換えた。オグデンから湖を横断して西へルーシンへ結ぶことで、当初のルートから44マイル（約71キロメートル）を短絡し、また曲線と勾配も大きく緩和することができた。サザン・パシフィック鉄道の主任技術者ウィリアム・フードの指揮下にサザン・パシフィック鉄道の労働者3,000人が休みなく働いてこの線を建設した。
路線の開通時、短絡線は湖の西岸からプロモントリー・ポイントを結ぶほぼ12マイル（約19キロメートル）におよぶ木造のトレッスル橋と、ベア・リバー・ベイを渡って湖の東岸からプロモントリー・ポイントを結ぶ土手道から構成されていた。この区間にはベア川の水が湖に流れ込むことができるように600フィート（約180メートル）のトレッスル橋があった。

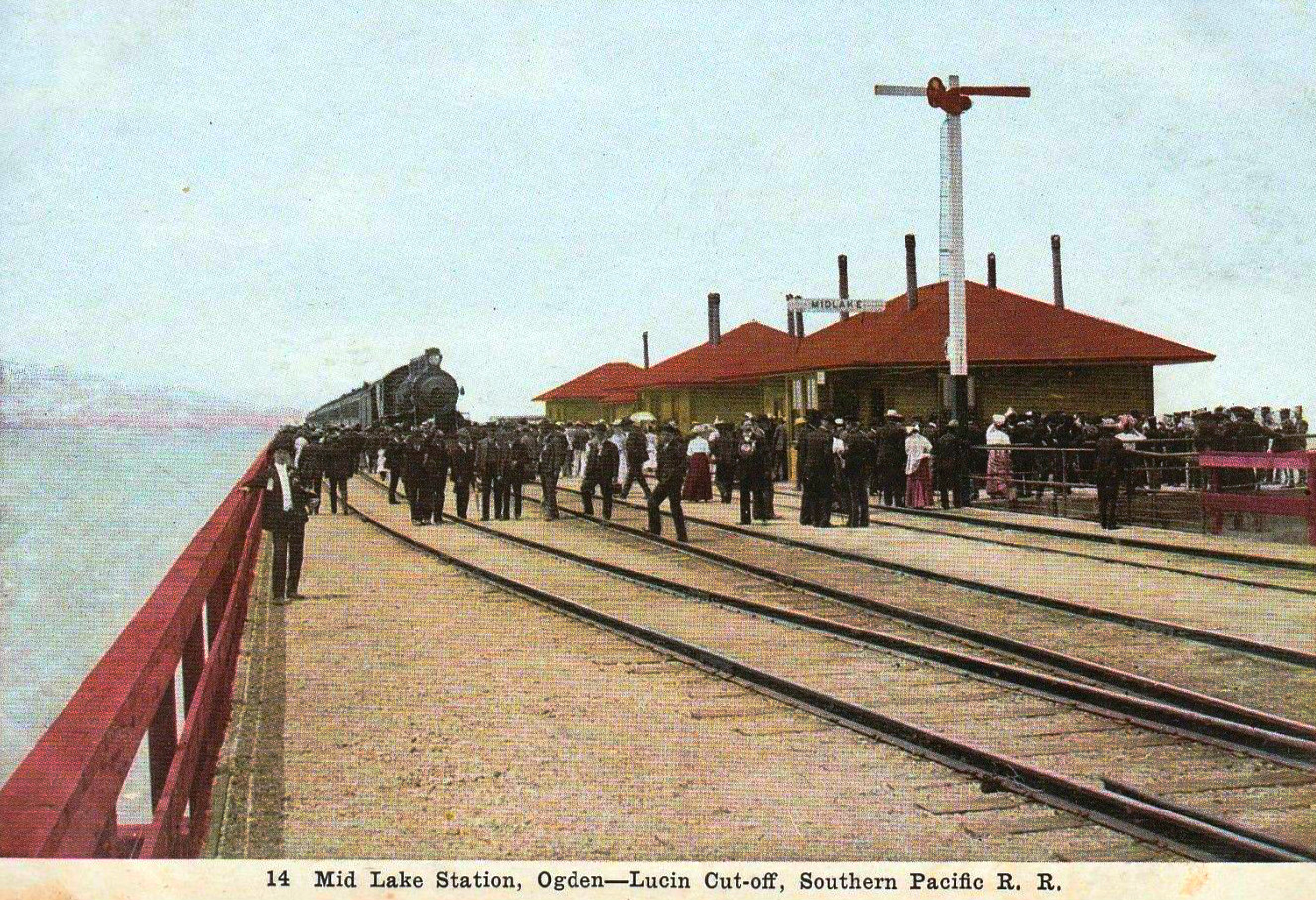
グレートソルト湖の中間にミッド・レイクという名前の駅が存在していた

1908年までに、東西双方向にそれぞれ1日5本の旅客列車と7本の貨物列車が運行するようになった。1942年にはルーシンとカリンの区間の当初のルートは戦争のために金属資源を提供して撤去され、プロモントリーで最後の犬釘の引き抜きが行われた。
1944年末に、短絡線において48人が死亡するベーグリー鉄道事故が発生した。西行きの貨物列車がゆっくり走っていた旅客列車の末尾に濃霧の中で追突した。

### トレッスルの置き換え
1950年代末にトレッスル橋は、アイダホ州ボイシのモリソン＝クヌーセンとの契約によって橋と並行して建設された、土砂と岩石による土手道に機能が置き換えられた。トレッスル橋は、1975年頃まで土手道のそばに残されており、限定的な使用が行われていた。鉄道会社は最終的にこのトレッスル橋を解体処理する権利を売却し、キャノン・ストラクチャーズという会社が同社のトレッスルウッド部という部署を通じて1990年代初頭に解体し始めた。トレッスル橋から発生する木材を販売し続けている。

### 土手道の開削
土手道のために、それ以前の開けたトレッスル橋と同様には自由に湖水の流動ができなくなることから、影響を緩和するために当初の土手道建設時に2か所のカルバートが設けられた。このカルバートはボートの通航と、周辺から川の水が流れ込んでいる湖の南側から北側へ限定的な量の水を流すためのものであった。
1980年代初頭、ユタ州は大きな洪水に見舞われ、ワサッチフロントからの大量の水のほとんどがグレートソルト湖に流れ込んだ。これにより湖は歴史的な高い水位となり、湖周辺の土地が浸水した。2か所のカルバートが水を湖北側へ逃がす助けをするために、ユタ州当局は土手道西側の端に全長300フィート（約90メートル）の橋を建設した。1984年8月1日にこの新しい橋の下の土手道が撤去され、溜まっていた南側の水が北へと流れ込んだ。
土手道は継続的に沈み込んでおり、場合によっては湖の水位より高く保っておくために追加の材料を投入しなければならないことがある。1980年代の洪水の際には、余剰の貨車1,430両に岩石を積み込んで土手道の北側に並べられ、蛇篭として機能するようにされた。これは有蓋車の防波堤（Boxcar Seawall）と呼ばれた。
2011年3月に、ユニオン・パシフィック鉄道は老朽化と土手道の沈下によってカルバートが損傷しているとして、1950年代に設けた2つのカルバートを閉塞する許可を求めた。2か所のカルバートはそれぞれ2012年と2013年に閉塞された。この影響を緩和するために、鉄道会社は橋を建設してその下の土手道を撤去することを求められた。全長180フィート（約55メートル）の橋が2016年秋に完成したが、環境と水位の問題があったため、数か月にわたって土手道の撤去は遅れた。2016年12月1日にこの橋の下の土手道は撤去された。土手道の開削後、湖の両側の水位は平均化してきている。2017年4月30日現在、湖北側の水位は南側の水位と1フィート（約30センチメートル）以内の差となっている。